# Firestone (canción)
«Firestone» es una canción del disc jokey y productor musical noruego  Kygo, que contiene la voz del cantante australiano Conrad Sewell. El compositor holandés Martijn Konijnenburg escribió la música y la letra, y se inspiró en un cartel de Firestone que vio en Venice, California. Ultra y RCA Records lo lanzaron el 1 de diciembre de 2014, posterior a eso alcanzó el número uno en la lista Norwegian Singles y se convirtió en un gran éxito internacional para Kygo en muchas otras listas.

## Certificaciones
| País   | Organismo certificador | Certificación  | Ventas certificadas | Ref.  |
| ------ | ---------------------- | -------------- | ------------------- | ----- |
| México | AMPROFON               | Diamante + Oro | 330,000             | [ 9 ] |

## Historial de lanzamientos
| País        | Fecha                  | Formato          | Discográfica |
| ----------- | ---------------------- | ---------------- | ------------ |
| Noruega     | 1 de diciembre de 2014 | Descarga digital | Ultra Sony   |
| Reino Unido | 3 de junio de 2015     | Descarga digital | Ultra Sony   |